# 사대부중
사대부중은 사범대학 부설중학교 또는 부속중학교의 약칭이다. 대학교의 사범대학에서 부설한 중학교를 일컫는 말로, 대체로 국립 사대부중은 '부설'을, 사립 사대부중은 '부속'을 붙인다. 한국 최초의 부설형 중학교는 서울대학교 사범대학 부설중학교이다.

## 목록

### 국립
- 경북대학교 사범대학 부설중학교
- 경상대학교 사범대학 부설중학교
- 공주대학교 사범대학 부설중학교
- 전남대학교 사범대학 부설중학교
- 제주대학교 사범대학 부설중학교
- 충북대학교 사범대학 부설중학교
- 한국교원대학교 부설 미호중학교(구 미호중학교)

### 국립대학법인
- 서울대학교 사범대학 부설중학교
- 서울대학교 사범대학 부설여자중학교

### 사립
- 건국대학교 사범대학 부속중학교
- 고려대학교 사범대학 부속중학교
- 단국대학교 사범대학 부속중학교
- 대구가톨릭대학교 사범대학 부속 무학중학교
- 동국대학교 사범대학 부속중학교
- 동국대학교 사범대학 부속여자중학교
- 동국대학교 사범대학 부속 금산중학교
- 동국대학교 사범대학 부속 홍제중학교
- 상명대학교 사범대학 부속여자중학교
- 이화여자대학교 사범대학 부속 이화·금란중학교
- 인하대학교 사범대학 부속중학교
- 조선대학교 부속중학교
- 조선대학교 여자중학교
- 중앙대학교 사범대학 부속중학교
- 한양대학교 사범대학 부속중학교
- 홍익대학교 사범대학 부속중학교
- 홍익대학교 사범대학 부속여자중학교

## 같이 보기
- 제목에 "사대부중" 항목을 포함한 모든 문서
- 사대부고
- 교대부초

| Disambiguation icon | 이 문서는 명칭이 같고 같은 종류에 속하는 여러 대상을 연결하는 색인 문서입니다. |